# Escarlatina
Escarlatina é uma doença infeciosa resultante de uma infeção por estreptococos do grupo A. Os sinais e os sintomas mais comuns são inflamação da garganta, febre, dores de cabeça, aumento de volume dos gânglios linfáticos e uma erupção cutânea característica. A erupção cutânea aparece um a dois dias após a febre e apresenta-se vermelha, com textura semelhante a lixa, e a língua pode-se apresentar vermelha e rugosa. A doença afeta sobretudo crianças entre os 5 e os 15 anos de idade.
A escarlatina é quase sempre uma complicação que afeta cerca de 10% dos casos de faringite estreptocócica ou infeção por estreptococos do grupo A. As bactérias são geralmente transmitidas através da tosse ou espirros. Podem também ser transmitidas quando a pessoa toca num objeto contaminado e depois leva as mãos à boca ou nariz. O período de incubação é de um a quatro dias. A mancha característica da doença é causada pela toxina eritrogénica, uma substância produzida por alguns tipos de bactérias. O diagnóstico é geralmente confirmado com cultura bacteriana de material recolhido na garganta.
Não existe vacina para a escarlatina. A prevenção consiste em lavar as mãos com frequência, evitar partilhar objetos pessoais, evitar contacto com pessoas infetadas. A doença pode ser tratada com antibióticos, que previnem a maior parte das complicações. Quando tratada, o prognóstico é geralmente positivo. Entre as possíveis complicações a longo prazo estão a glomerulonefrite, doença cardíaca reumática e artrite. No início do século XX, antes da descoberta dos antibióticos, a escarlatina era uma das principais causas de morte infantil.